# Elisabeth Andreassen
Elisabeth Gunilla Andreassen, également connue sous le nom de scène Bettan, est une chanteuse suédo-norvégienne née à Göteborg le 28 mars 1958. Elle est surtout connue pour avoir gagné l'Eurovision en 1985, en compagnie de Hanne Krogh avec laquelle elle formait le groupe Bobbysocks.
Son talent a été découvert en 1979 par le musicien et présentateur suédois Lasse Holm. Elle rejoint le groupe Chips en 1980, et participe avec celui-ci à l'Eurovision en 1982, avec la chanson Dag efter dag (Jour après jour), et termine 8e.
Elle détient le record des femmes qui ont participé le plus de fois à l'Eurovision, avec quatre participations.

## Concours Eurovision de la chanson
En tout, Elisabeth a participé au Melodifestivalen suédois, au Melodi Grand Prix norvégien et au Concours Eurovision de la chanson à 14 reprises, ainsi que 2 fois en tant que présentatrice.

### Melodifestivalen
- 1981 : Chips, God morgon, 2e place
- 1982 : Chips, Dag efter dag, 1re place
- 1984 : Elisabeth Andreassen, Kärleksmagi, 6e place
- 1990 : Elisabeth Andreassen, Jag ser en stjärna falla, 7e place
- 2002 : Kikki, Bettan & Lotta, Vem é dé du vill ha, 3e place
- 2011 : Elisabeth Andreassen,Vaken i en drom

### Melodi Grand Prix
- 1985 : Bobbysocks, La det swinge, 1re place
- 1992 : Présentatrice avec Jahn Teigen
- 1994 : Bettan & Jan Werner, Duett, 1re place
- 1996 : Elisabeth Andreassen, I evighet, 1re place
- 1998 : Elisabeth Andreassen, Winds of the Northern Sea, 2e place
- 2003 : Kikki, Bettan & Lotta, Din hånd i min hånd, 4e place
- 2015 : Tor & Bettan, All over the World, 4e place

### Eurovision
- En 1982 avec le groupe Chips et la chanson Dag efter dag pour la  Suède où elle termine 8e.
- En 1985 en duo avec Hanne Krogh (Bobbysocks) où elles remportent le concours avec La det swinge pour la  Norvège.
- En 1994 avec Jan Werner Danielsen et la chanson Duett encore pour la  Norvège, où elle finira à la 6e place.
- En 1996, en solo cette fois-ci avec la chanson I Evighet, où elle termine 2e pour la  Norvège.